# シェパーズタウンの戦い
シェパーズタウンの戦い（シェパーズタウンのたたかい、英:Battle of Shepherdstown、またはボトラーズフォードの戦い、英:Battle of Boteler's Ford）は、南北戦争のメリーランド方面作戦の終わりを告げるものとして、1862年9月19日から20日にウェストバージニア州ジェファーソン郡で行われた戦闘である。

## 背景
アンティータムの戦い後、南軍ロバート・E・リーの北バージニア軍は北軍の襲撃に対して備えたが、それが来ることは無かった。両軍とも負傷兵を回収しまた交換する為の申し合わせの無い休戦があった後に、リー軍は9月18日の夜にポトマック川を渡ってバージニア州に退却した。リーは殿軍として砲兵隊長であるウィリアム・ペンドルトン准将の指揮で2個歩兵旅団と大砲45門を残してボトラーズフォード（浅瀬）を守らせた。

## 戦闘
9月19日の日暮れ直前に、北軍フィッツ・ジョン・ポーター少将の第5軍団からチャールズ・グリフィン准将の2,000名の歩兵と狙撃兵がボトラーズフォードでポトマック川を渡った。この部隊はペンドルトンの殿軍を攻撃し、呼び戻される前に4門の大砲を捕獲した。ペンドルトンはリー将軍に、北軍が川のバージニア側に来ていることと、大砲の一部を失ったことを報告した。
9月20日早朝、ポーターは2個師団の部隊にポトマック川を渉らせ、橋頭堡を築かせた。南軍のA・P・ヒル少将の「軽師団」がシェパーズタウン方向に5マイル (8 km) を戻り、川の対岸、メリーランド州の丘にいる北軍砲兵隊からの砲撃の下で反撃を行った。ポーターは川のバージニア側にいる歩兵隊が勢力で負けているという報告を受け、撤退命令を出した。しかし、経験の足りない第118ペンシルベニア歩兵連隊（「トウモロコシ交換」連隊）の大佐が、適切な指揮命令系統を通じた命令を受け取るまでは撤退を拒み、その連隊は孤立した。南軍が接近すると北軍の連隊は恐慌に陥り、兵士達は急峻な崖を這い降りて浅瀬や近くのダムの上を伝って川を渉った。安全地帯に逃げ込む試みの中で溺れた者もおり、この連隊737名のうち269名の損失を出したと報告した。

## 戦闘の後
2日間の北軍損失合計は363名となり、南軍は261名だった。シェパードタウンでの南軍殿軍の働きにより、北軍は撤退するリー軍を追撃する意欲を削がれ、メリーランド方面作戦は終わった。